# 枝囊鰓鰻
枝囊鰓鰻為輻鰭魚綱囊鰓鰻目囊鰓鰻科的一個種，分布於東大西洋區，包括加納利群島、維德角群島、馬德拉群島至南非等海域，屬深海魚類，棲息深度1100-1500公尺，體長可達62公分，屬肉食性。

## 擴展閱讀
維基物種上的相關：枝囊鰓鰻